# Melalophacharops tamanukii
Melalophacharops tamanukii là một loài tò vò trong họ Ichneumonidae.